# Suzanne Chaisemartin
Suzanne Chaisemartin (* 7. Februar 1921 in Choisy-le-Roi, Département Val-de-Marne; † 7. Juli 2017 in Paris) war eine französische Organistin.
Chaisemartin hatte zunächst Klavierunterricht bei ihrer älteren Schwester, die Schülerin von Yves Nat war. Sie studierte dann am Pariser Konservatorium, wo sie Meisterschülerin von Marcel Dupré wurde und 1947 den ersten Preis in den Fächern Orgel und Improvisation erhielt. Nach verschiedenen Vertretungsstellen als Organistin u. a. an Saint-Lambert de Vaugirard, Saint-Augustin und Saint-Sulpice (als Vertreterin Duprés) wurde sie als Nachfolgerin von Eugène Gigout, Jean Huré und André Fleury Titularorganistin an der großen Cavaillé-Coll-Orgel der Kirche Saint-Augustin. Später wirkte sie neben Daniel Roth als Organistin an der großen Orgel von St-Sulpice.
Von 1955 bis 1986 unterrichtete Chaisemartin, zunächst als Vertreterin von Rolande Falcinelli am Conservatoire de Paris. Außerdem unterrichtete sie von 1971 bis 1989 an der École Normale de Musique de Paris sowie am Konservatorium von Dijon.
Als Konzertorganistin trat Chaisemartin weltweit auf. Ihr Repertoire umfasst die Orgelliteratur von der Barockzeit bis zu zeitgenössischen Werken mit einem besonderen Schwerpunkt auf der französischen Orgelsinfonik. Sie war Soloorganistin bei Radio France und nahm u. a. Kompositionen von Johann Sebastian Bach, Dupré, Charles-Marie Widor, Alexandre Guilmant, Franz Liszt, Felix Mendelssohn Bartholdy, Robert Schumann, Johannes Brahms und Jean Langlais auf Schallplatte auf. 2006 erschien bei Aeolus die Porträt-CD Tribune libre – Suzanne Chaismartin, auf der sie an den Orgeln von Saint-Sulpice und Saint-Augustin in Paris und Saint-Etienne in Caen neben Werken ihres Lehrers Dupré Kompositionen von Widor und Guilmant spielt.